# ロベルト・ベンツィ
ロベルト・ベンツィ（Roberto Benzi、1937年12月12日 - ）は、フランスの指揮者。天才少年指揮者として映画『栄光への序曲』に主演したことでも有名。
音楽家であるイタリア人の両親の元、1937年12月12日にマルセイユに生まれる。幼少期から専門的な音楽教育を受け、1947年からはアンドレ・クリュイタンスに指揮を学び始める。1948年に指揮者としてデビュー。翌1949年に『栄光への序曲』に主演した事で一躍スターの座に昇りつめ、1952年にも“L'Appel du destin”に出演した。1954年にオペラでのデビューを飾り、1959年にはパリ・オペラ座で『カルメン』を指揮する。これはオペラ座での同作品の初めての上演であり、同劇場の1961年の初の日本公演（オーケストラ等は日本側で用意）にも選ばれたプロダクションであった。
1972年から1987年までボルドー・アキテーヌ国立管弦楽団の、1989年から1998年までアーネム・フィルハーモニー管弦楽団の音楽監督を歴任。現在までにベルリン・フィルハーモニー管弦楽団、シュターツカペレ・ドレスデン、アムステルダム・コンセルトヘボウ管弦楽団、クリーヴランド管弦楽団、フィラデルフィア管弦楽団等の主要なオーケストラに客演したほか、メトロポリタン歌劇場、モネ劇場などでオペラも指揮した。